# Cristóbal Mendoza
Cristóbal Hurtado de Mendoza (n. 23 iunie 1722, Trujillo, Venezuela – d. 8 februarie 1829, Caracas, Venezuela) a fost un avocat și om politic, primul președinte al statului Venezuela în perioada 1811-1812.